# Sandra Goldbacher
Sandra Goldbacher, née en 1960 à Londres, est une réalisatrice et productrice britannique.

## Biographie
Sandra Goldbacher a réalisé des films documentaires pour la BBC (série Building Sights) et pour Channel Four.
Elle réalise son premier film, The Governess (1999), avec Minnie Driver dans le rôle principal, qui a été nommé aux BAFTA en 1999 dans la catégorie Carl Foreman Award du nouveau venu le plus prometteur. Son second film, Me Without You est sorti en 2001.

## Filmographie

### Cinéma
- 1999 : The Governess (en)
- 2001 : Me Without You

### Télévision
- 2007 : L'École de tous les talents (téléfilm)
- 2016 : Victoria (série télévisée) (épisode 4)
- 2018 : Témoin indésirable, mini-série